# اسکوبارس (تگزاس)
اسکوبارس، تگزاس(به انگلیسی: Escobares, Texas) شهری در ایالت تگزاس از ایالات جنوبی ایالات متحده آمریکا است. در سرشماری سال ۲۰۰۰، جمعیت این شهر ۱۹۵۴ نفر اعلام شد.